# Université de Maroua
L'université de Maroua (en anglais : University of Maroua) est une université publique situé dans la ville de Maroua au Cameroun.
Chaque année, cette institution universitaire camerounaise accueille des étudiants venant de toutes les régions du Cameroun et des pays voisins (Tchad, République centrafricaine).

## Historique
Créée par le décret présidentiel 2008/208 du 9 août 2008, l’université de Maroua est une jeune institution universitaire publique du Cameroun.
Après la phase de mise en place de l’université de Maroua, les responsables de cette institution ont désormais une nouvelle feuille de route. Elle leur a été prescrite le 21 mars 2013 lors de l’installation du personnel récemment nommé par le ministre de l’Enseignement supérieur.

## Organisation
L'université de Maroua compte 7 établissements, dont 4 facultés et 3 grandes écoles.
- Faculté des sciences économiques et de gestion (FSEG)/Maroua
- Faculté des sciences (FS) / Maroua
- Faculté des sciences juridiques et politiques (FSJP) / Maroua
- Faculté des arts et lettres et sciences humaines (FALSH) / Maroua

### Écoles
- École normale supérieure (ENS) de Maroua (situé au campus Kongola, Djoulgouf, Kodek)
- École nationale supérieure polytechnique de Maroua (ENSPM)[3]
- Faculté des mines et des industries pétrolières (FMIP) transformée en Ecole National Supérieure Des Mines et des Industries Pétrolières (ENSMIP)[4]  (situé dans la ville de Kaélé à 67 km de Maroua)

## Personnalités liées à l'université
- Mohamadou Alidou, tout premier doyen de la Faculté des sciences
- Kolyang Dina Taïwé, tout premier directeur de l'Institut supérieur du Sahel
- Spener Yawaga, tout premier doyen de la Faculté des sciences juridiques et politiques
- Saïbou Issa, tout premier directeur de l'École normale supérieure de l'université de Maroua. Actuel doyen de la faculté des arts lettres et sciences humaines
- Halidou Mamoudou, actuel secrétaire général de l'université de Maroua
- Clément Dili Palai, tout premier doyen de la Faculté des arts, lettres et sciences humaines et actuel directeur de l'école normale supérieure

### Les recteurs
- Idrissou Alioum, actuel recteur de l'université de Maroua